# スタンバイ (アミューズメント機器)
スタンバイ株式会社（STAND-BY CO.,LTD.）は、千葉県船橋市に本社を置き、アーケードゲームの販売・レンタル・メンテナンス並びにアミューズメント施設などを手掛ける企業。サードプラネットの100%子会社。

## 概要
2010年にスタンバイ・アミューズメントカンパニーとして創業し、2011年に法人へ改組。当初はアーケードゲームの販売・レンタル・メンテナンスを手掛けていたが、2015年よりアミューズメント施設の運営にも進出している。
サードプラネットは2020年4月20日に、同年3月31日付でスタンバイを完全子会社化したことを発表。サードプラネットは、アーケードゲームの販売事業・レンタル事業・メンテナンス事業の強化を図るとしている。

## 沿革
- 2010年7月 - スタンバイ・アミューズメントカンパニーとして創業。
- 2011年10月26日 - スタンバイ株式会社として法人へ改組。
- 2015年10月 - 「クレーンゲーム専門店 nicomaru（にこまる）」の1号店を茨城県つくば市に開業。
- 2020年3月31日 - サードプラネットの完全子会社となる。
- 2022年11月24日 - 本社を東京都江戸川区から千葉県船橋市へ移転[2]。

## アミューズメントマシン販売事業
現在販売されている商品に関してはアミューズメントマシンを参照。

## 主な製品

### クレーンゲーム機
- トリプルクレーン・ミニ
- トリプルクレーン・ミニ・クリスタル
- トリプルクレーン・クリスタルα
- トリプルクレーン・シアター
- トリプルクレーン・シアター2
- トリプルクレーン・ドルチェ
- トリプルクレーン・ヴェルデ

### カプセル自販機
- デカプセル
- デカプセル2
- デカプセル・スリム
- ガコロン